# Badminton nos Jogos Europeus de 2015
As competições de badminton nos Jogos Europeus de 2015 foram disputadas na Arena de Baku, em Baku entre 22 e 28 de junho  de 2015. Cinco eventos concederam medalhas: simples masculino e feminino, duplas masculinas e femininas e duplas mistas. 

## Calendário
| Junho     | 12 | 13 | 14 | 15 | 16 | 17 | 18 | 19 | 20 | 21 | 22 | 23 | 24 | 25 | 26 | 27 | 28 |
| --------- | -- | -- | -- | -- | -- | -- | -- | -- | -- | -- | -- | -- | -- | -- | -- | -- | -- |
| Badminton |    |    |    |    |    |    |    |    |    |    |    |    |    |    |    | 2  | 3  |

|  | Dia de competição |  | Dia de final |

## Medalhistas
Masculino
| Evento              | Ouro                                       | Prata                                   | Bronze                                                                     |
| ------------------- | ------------------------------------------ | --------------------------------------- | -------------------------------------------------------------------------- |
| Individual detalhes | Pablo Abián ESP Espanha                    | Emil Holst DEN Dinamarca                | Dieter Domke GER Alemanha Kęstutis Navickas LTU Lituânia                   |
| Duplas detalhes     | Mathias Boe Carsten Mogensen DEN Dinamarca | Vladimir Ivanov Ivan Sozonov RUS Rússia | Raphael Beck Andreas Heinz GER Alemanha Joshua Magee Sam Magee IRL Irlanda |

Feminino
| Evento              | Ouro                                        | Prata                                             | Bronze                                                                         |
| ------------------- | ------------------------------------------- | ------------------------------------------------- | ------------------------------------------------------------------------------ |
| Individual detalhes | Line Kjaersfeldt DEN Dinamarca              | Lianne Tan BEL Bélgica                            | Petya Nedelcheva BUL Bulgária Clara Azurmendi ESP Espanha                      |
| Duplas detalhes     | Gabriela Stoeva Stefani Stoeva BUL Bulgária | Ekaterina Bolotova Evgeniya Kosetskaya RUS Rússia | Lena Grebak Maria Helsbøl DEN Dinamarca Özge Bayrak Neslihan Yiğit TUR Turquia |

Misto
| Evento          | Ouro                                    | Prata                                         | Bronze                                                                      |
| --------------- | --------------------------------------- | --------------------------------------------- | --------------------------------------------------------------------------- |
| Duplas detalhes | Niclas Nøhr Sara Thygesen DEN Dinamarca | Ekaterina Bolotova Audrey Fontaine FRA França | Raphael Beck Kira Kattenbeck GER Alemanha Sam Magee Chloe Magee IRL Irlanda |

## Quadro de medalhas
O quadro de medalhas foi publicado. 
| Ordem | País          | Medalha de ouro | Medalha de prata | Medalha de bronze |    |
| ----- | ------------- | --------------- | ---------------- | ----------------- | -- |
| 1     | DEN Dinamarca | 3               | 1                | 1                 | 5  |
| 2     | ESP Espanha   | 1               |                  | 1                 | 2  |
| 3     | BUL Bulgária  | 1               |                  | 1                 | 2  |
| 4     | RUS Rússia    |                 | 2                |                   | 2  |
| 5     | BEL Bélgica   |                 | 1                |                   | 1  |
|       | FRA França    |                 | 1                |                   | 1  |
| 7     | GER Alemanha  |                 |                  | 3                 | 3  |
| 8     | IRL Irlanda   |                 |                  | 2                 | 2  |
| 9     | LTU Lituânia  |                 |                  | 1                 | 1  |
|       | TUR Turquia   |                 |                  | 1                 | 1  |
| TOTAL | TOTAL         | 5               | 5                | 10                | 20 |